# Merchant Marine Outstanding Achievement Medal
La Merchant Marine Outstanding Achievement Medal (en français : Médaille pour actes exceptionnels de la marine marchande), en abrégé MMOAM, est une décoration civile de la marine marchande des États-Unis.
La Merchant Marine Outstanding Achievement Medal a été créée en 2002 et attribuée par l'United States Maritime Administration (Administration maritime des États-Unis). La décoration est décernée aux marins pour acte ou opération humanitaire directement à un individu ou à un groupe d'individus. Elle peut être également attribuée aux membres de l'industrie maritime, qui ont apporté une contribution extrêmement précieuse à la marine marchande.
L'attribution de cette médaille doit être approuvée par l'Administrateur Maritime.

## Sources
- (en) Cet article est partiellement ou en totalité issu de l’article de Wikipédia en anglais intitulé « Merchant Marine Outstanding Achievement Medal » (voir la liste des auteurs).